# Медицинская одежда
Медицинская одежда — это профессиональная одежда врачей и студентов медицинских учебных заведений. Традиционной одеждой врачей считается белый халат, введенный в медицинскую практику Теодором Бильротом. К медицинской одежде предъявляются особые требования, которым она должна соответствовать: она должна быть кровоотталкивающей, эргономичной, антистатической и легко дезинфицироваться, пропускать воздух и быть удобной в работе.

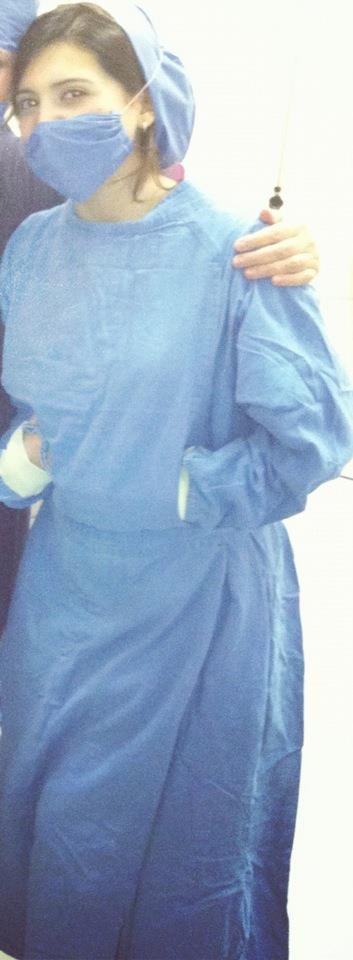
Студентка-медик в хирургическом костюме и в хирургической маске.

## Ткани, используемые для пошива медицинской одежды
Медицинские халаты традиционно шили из хлопка, но сейчас используются более современные материалы — смесовые ткани из волокон полиэфира и хлопка. Халаты из натуральной ткани — хлопка — создают ощущение комфорта, не парят, но сильно мнутся. Медицинские изделия из смесовых тканей приятны в носке, «дышат» (пропускают воздух), легко стираются, не теряя при этом внешнего вида и качества, за ними легко ухаживать. Медицинские халаты и костюмы из смесовых тканей с повышенным содержанием хлопка очень гигиеничны. Изделия из бязи являются более дешёвым вариантом, чем из хлопка и смесовых тканей. Они также «дышат», очень легкие, отличаются дешевизной, но за ними труднее ухаживать и они быстрее изнашиваются. Медицинская одежда также изготовлена из нетканого полотна, его спроектированной ткани и широко используется для производства медицинских одноразовых предметов.

## Специальная одежда
- Противочумный костюм
- Хирургический костюм
- Хирургическая маска
- Хирургические перчатки